# 전주기린초등학교
전주기린초등학교는 대한민국 전북특별자치도 전주시 덕진구 인후동1가에 있는 공립 초등학교다.

## 학교 연혁
- 1968. 09. 30	전주기린국민학교 설립인가
- 1970. 03. 06	전주기린국민학교 개교(남노송동)
- 1974. 09. 27	전주기린국민학교 폐교
- 1974. 10. 21 현 위치에서 재개교
- 1996. 03. 01 전주기린초등학교로 개칭, 병설유치원 개원
- 2002. 11. 06 증.개축 교사 준공식
- 2006. 05. 11 강당 및 양궁장 준공식
- 2012. 09. 01 제14대 임규봉 교장 부임
- 2014. 02. 12 제40회 158명 졸업 (졸업생 총 11,273명)
- 2014. 03. 01 31학급 편성
- 2016. 02. 12 제42회 123명 졸업 (졸업생 총 11,553명)
- 2016. 03. 01 제15대 김재평 교장 부임, 29학급 편성
- 2019. 09. 01 제 16대 박단아 교장 부임, 22학급 편성
- 2022. 01. 06 제 48회 98명 졸업(졸업생 총 12,232명)